# Boeing Y1, Y2, Y3
Boeing Yellowstone Project  je  Boeing Commercial Airplanes projekt zamenjave njegove celotne linije civilnih pontiških letal z novimi tehnološko izpopolnjenimi letali. Nove tehnologije vključujejo kompozitne materiale, več električnih sistemov, reduciranje hidravličnih sistemov in bolj ekonomične turboventilarske motorje, kot so Pratt & Whitney PW1000G, General Electric GEnx,CFM International LEAP56, Rolls-Royce Trent. Samo ime "Yellowstone" se nanaša na tehnologije, medtem ko so "Y1" do "Y3" oznake za letala 
Prvo letalo projekta, Boeing 787, je že v uporabi. Izpopolnjena različica letala 737MAX se ne šteje kot del projekta Yellowstone.

## Yellowstone projekt
Yellowstone se deli na 3 področja:
- Boeing Y1, zamenjava za Boeing 737, 757, in 767-200 linijo.[2]  Pokriva the 100- to 250-sedežni trg in je drug Yellowstonov projekt. Boeing je predložil patent novembra 2009 in ga predstavil javnosti avgusta 2010. Vključuje kompozitne materiale in  eliptični trup. letalo na bi bil Boeingov  737 naslednik. [3][4]

- Boeing Y2 bo nadomestil 767-300 in -400 linijo. Mogoča je tudi zamenjava za 777-200 [5] pokriva 250-350 sedežni trg, velja za prvi končani Yellowstone projekt in sicer kot Boeing 787. Y2 naj bi bilo sprva zelo ekonomični, konvencionalni Boeing Sonic Cruiser. [6]

- Boeing Y3, načrtovan za nasleditev 777-300 and 747. Y3 pokriva največji 350–600+ sedežni segment.  Konkuriral bo A350, natančneje verziji A350-100, ki bo uporabljena od 2017.

Junija 2010 je bila letalska družba emirates, ki ima največjo floto Boeing 777, v pogovoru z Boeingom za naslednika 777 .